# Antal Szabó
Antal Szabó (8 de fevereiro de 1912 - 26 de junho de 1992) foi um futebolista húngaro. 

## Carreira
Antal Szabó fez parte do elenco da Seleção Húngara de Futebol das Copas do Mundo de 1934 e 1938. Ele fez sete presenças nas duas Copas incluindo a final de 1938 na derrota para a Itália por 4-2. 
Depois do Il Duce Mussolini dizer que o jogo era de vida ou morte para os italianos, Szabó disse após a partida, questionado pela derrota e pelos quatro gols: "Eu posso ter tomado quatro gols, mas ao menos eu salvei a vida dos jogadores italianos". 

## Ligações Externas
- Perfil em Fifa.com (em inglês)